# Богодухівська вулиця
Богодухівська ву́лиця — вулиця у Солом'янському районі міста Києва, місцевість Олександрівська слобідка. Пролягає від вулиці Освіти до проспекту Валерія Лобановського.

## Історія
Вулиця виникла у 50-і роках XX століття під назвою Нова. 1955 року отримала назву Брянська, на честь російського Брянська. У 1980-х роках майже всю стару забудову на вулиці ліквідовано.
Сучасна назва на честь міста Богодухів — з 2022 року.

## Зображення

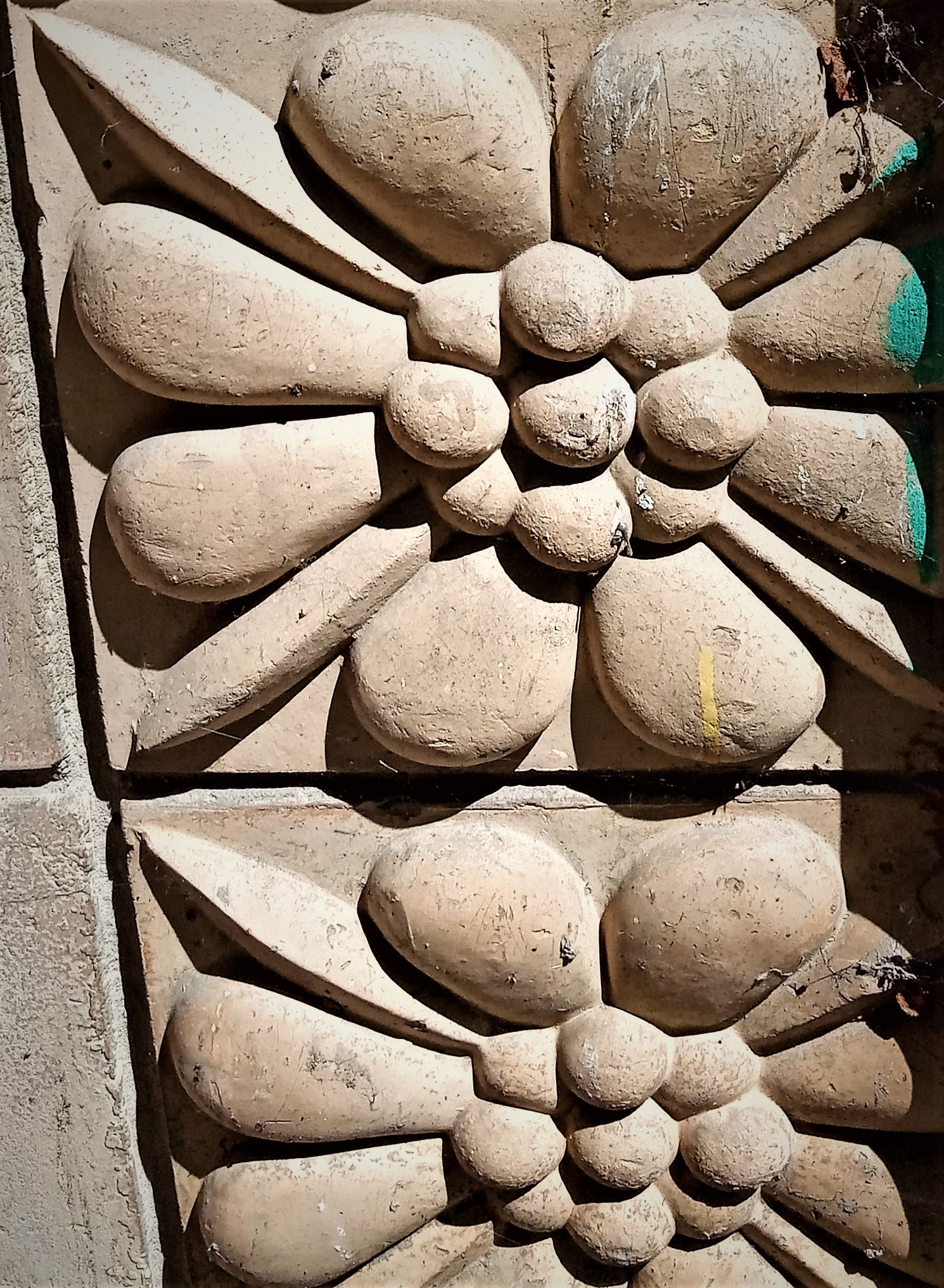
Декор старої забудови